# Ariogala

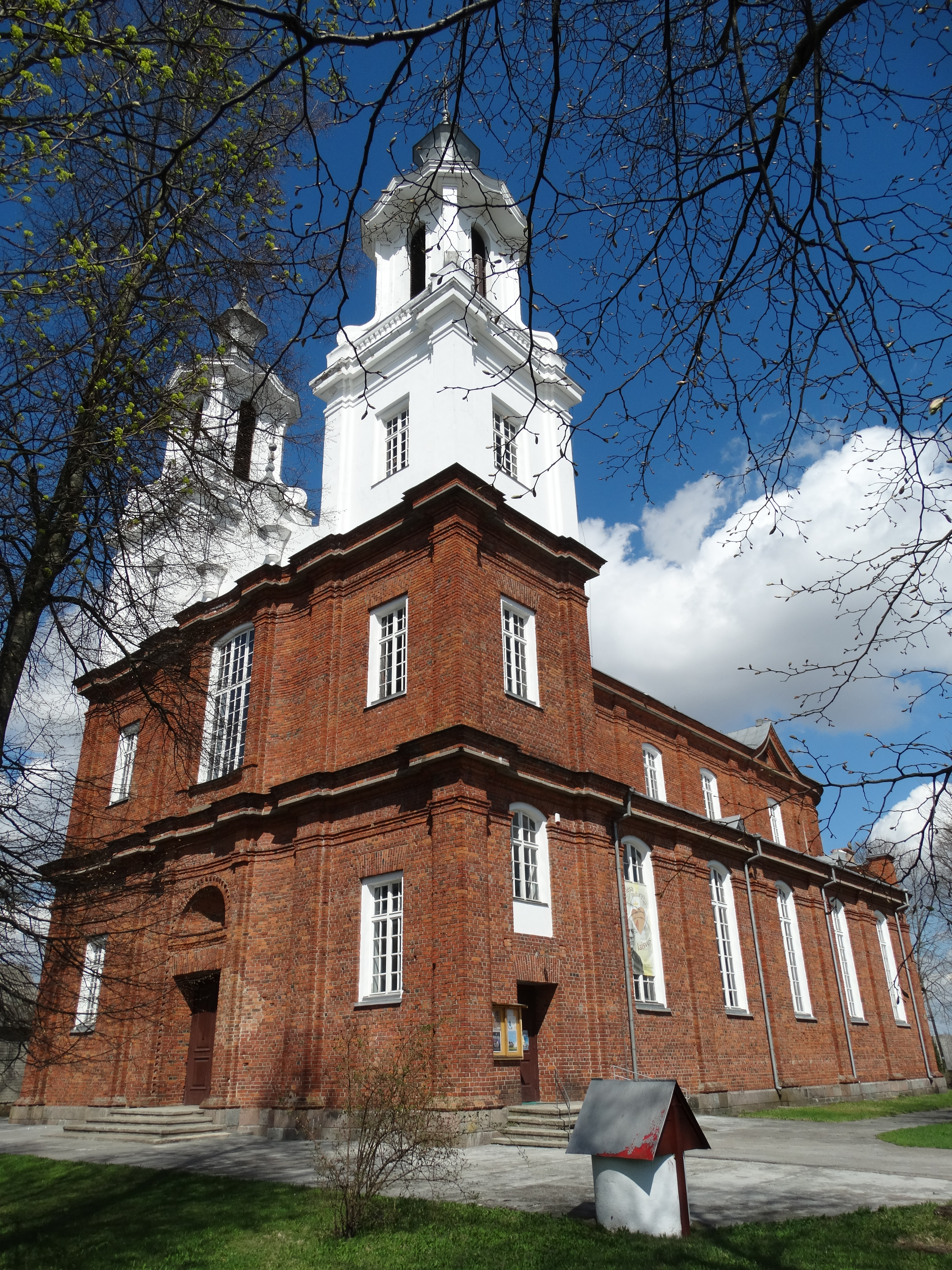
Katholische Kirche Michael der Erzengel in Ariogala, erbaut von 1926 bis 1939

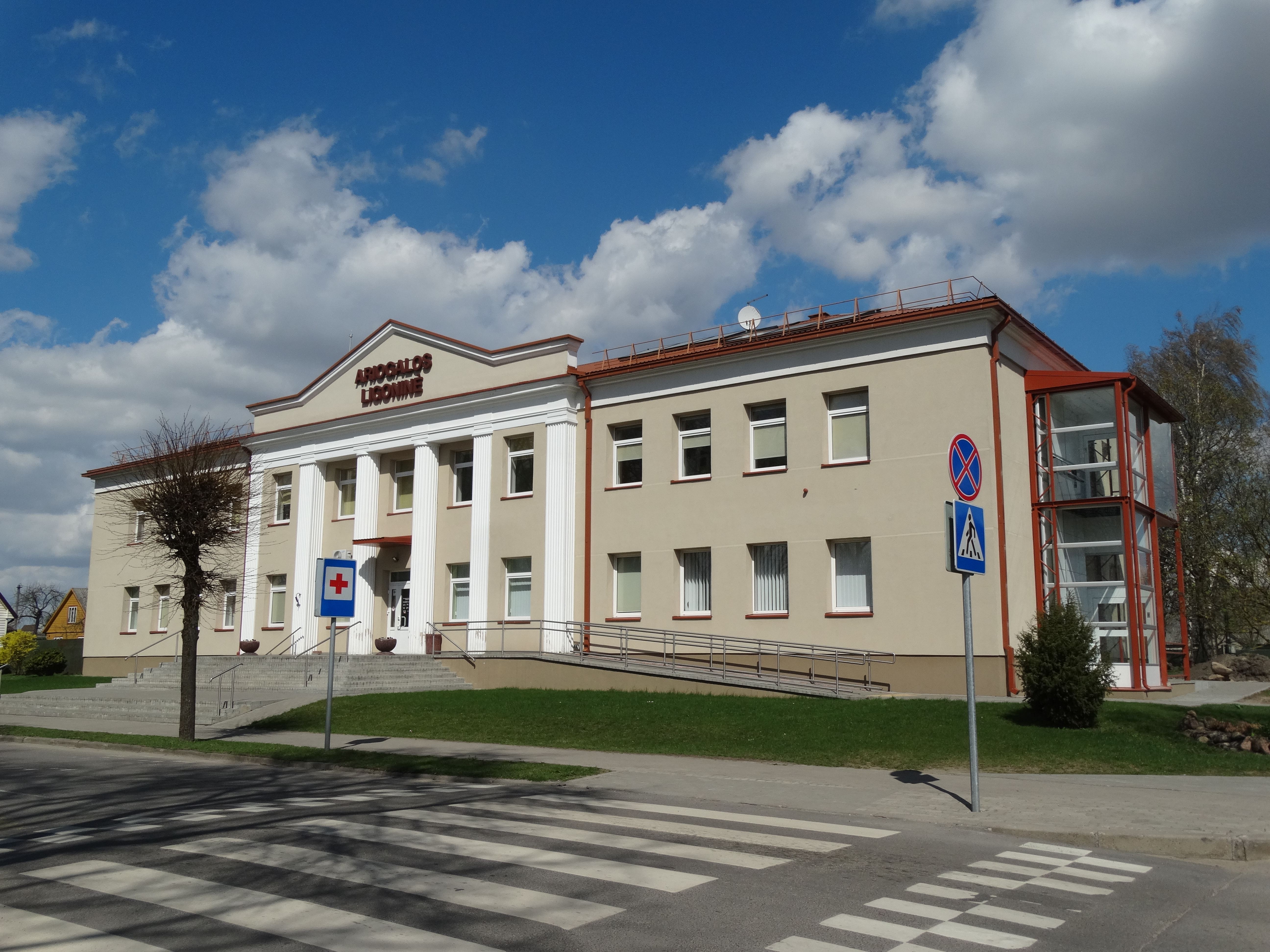
Krankenhaus

Ariogala (deutsch, 18. Jahrhundert: Hoyragel) ist eine Kleinstadt mit dörflichem Flair in Zentrallitauen an der Dubysa, nahe der Autobahn A 1 (Kaunas – Klaipėda) gelegen. Es hat den Status eines Stadtamtes (miesto seniūnija) in der Rajongemeinde Raseiniai.

## Geschichte
Die erste bekannte Erwähnung von Ariogala stammt aus dem Jahr 1253. In den 1950er Jahren war Ariogala Kreisstadt, bevor der Kreis Ariogala in den Kreis Raseiniai eingegliedert wurde. Ariogala war Sitz eines staatlichen Meliorationsunternehmens, der in sowjetischer Zeit Hauptarbeitgeber war. Zudem besteht aus dieser Zeit ein Stahlbetonwerk. In den letzten Jahren haben sich einige Investoren aus Skandinavien in Ariogala niedergelassen.

## Personen
- Audronė Glosienė (1958–2009), Bibliothekarin, Professorin, Leiterin der Universitätsbibliothek Vilnius
- Kęstutis Skamarakas (* 1952), Politiker, Seimas-Mitglied, Bürgermeister von Raseiniai
- Matas Skamarakas  (* 1988), Politiker, Seimas-Mitglied und Vizebürgermeister von Raseiniai